# Il conte di Montecristo
Il conte di Montecristo (Le Comte de Monte-Cristo) è un romanzo di Alexandre Dumas padre scritto in collaborazione con Auguste Maquet e pubblicato a puntate tra il 1844 e il 1846 sul Journal des débats, parzialmente ispirato alle vicende biografiche di Pierre Picaud.  
Il libro racconta come, all'inizio del regno di Luigi XVIII il giorno in cui Napoleone Bonaparte abbandona l'isola d'Elba, Edmond Dantès, un giovane marinaio di diciannove anni, sbarca a Marsiglia per sposare Mercédès, la sua fidanzata catalana. Tradito da amici, invidiosi della sua fortuna professionale e sentimentale, da essi parte una falsa denuncia anonima, nella quale è bollato come cospiratore "bonapartista". Edmond viene rinchiuso in una cella del Castello d'If, al largo di Marsiglia, con ulteriori manipolazioni delle accuse mossegli da parte dell'opportunista sostituto procuratore del re. Dopo quattordici anni, prima ridotto alla solitudine e nella più nera disperazione, e poi rigenerato e istruito in segreto da un compagno di prigionia, l'abate Faria, Dantès riesce a evadere. Egli prende possesso d'un tesoro nascosto sull'isola di Montecristo, del quale l'abate, prima di morire, gli aveva rivelato l'esistenza. Ormai ricco e potente, Dantès ritorna in Francia dopo molti viaggi e si fa passare per diversi personaggi: l'abate Busoni, Lord Wilmore e, infine, il conte di Montecristo. Attraverso queste tre identità fittizie, il protagonista consuma metodicamente la propria vendetta, ripagando i propri nemici - quelli che lo hanno accusato, fatto condannare a torto e imprigionare - con la loro stessa moneta: intromettendosi nelle loro vite, fingendosi amico per poi distruggerle dall'interno, in una sorta di contrappasso dantesco. Per converso, Dantès garantisce la felicità e la libertà a quei pochi amici che gli son restati fedeli e coloro che avevano provato a difenderlo.
Insieme a I tre moschettieri è considerato una delle opere di Dumas più note.

## Trama

### Il complotto
Marsiglia, 1815: anno della Restaurazione borbonica. Edmond Dantès è un giovane marinaio della nave mercantile Pharaon che sta per essere promosso a capitano, oltre che essere in procinto di sposarsi con l'amata fidanzata Mercédès. Mosso dall'invidia, Danglars, scrivano della nave e aspirante da lungo tempo alla nomina di capitano, organizza una trappola per incastrare Edmond e strappargli, così, l'agognata promozione. 
Con la complicità di Fernand Mondego (cugino di Mercédès e dichiaratamente innamorato di lei, seppur respinto) e Gaspard Caderousse (invidioso vicino di casa di Dantès), Danglars scrive una lettera anonima, dove denuncia Edmond accusandolo di essere un agente bonapartista. La missiva finisce nelle mani del sostituto procuratore del re Gérard de Villefort. Quest'ultimo, desideroso di mostrarsi degno di entrare a far parte della ricca famiglia dei marchesi di Saint-Méran (filo monarchici) per poterne sposare la figlia Renée, e allo stesso tempo proteggere il proprio padre (attivo bonapartista), manifesta una particolare inflessibilità contro Dantès (nonostante sia consapevole della sua innocenza ed estraneità alle accuse) ed emette contro di lui un ordine di arresto.

### La prigionia
Edmond Dantès viene arrestato e condotto nottetempo nella prigione del Castello d'If dove, per la gravità del reato imputatogli, è condannato a trascorrere il resto della vita. Proprio quando le speranze di tornare libero svaniscono, vi fa la conoscenza di un altro prigioniero, l'abate Faria, che da anni sta scavando un tunnel sotterraneo, nella speranza che possa condurlo fuori dalla fortezza; ma ha sbagliato direzione raggiungendo la cella del vicino anziché l'esterno. 
Edmond e Faria sviluppano rapidamente un rapporto di amicizia quasi filiale. L'abate aiuta Dantès a capire gli eventi che lo hanno condotto in prigione e lo educa in varie discipline, dall'economia alla matematica, dalle lingue straniere alla filosofia. Progressivamente la salute dell'anziano abate peggiora, fino alla paralisi e poi alla morte dopo una serie di attacchi apoplettici. 
Tuttavia, prima di morire e conscio della bontà d'animo di Dantès, gli rivela l'esatta ubicazione di un tesoro nascosto nell'isola di Montecristo. Dantès vede nella morte di Faria l'unica occasione concreta per fuggire e così si sostituisce a lui all'interno del sacco in cui il vecchio era stato messo per la sepoltura. Gettato in mare (il "cimitero" del Castello d'If), Dantès riesce a liberarsi del sacco e a trarsi in salvo sull'isola di Tiboulen.

### La vendetta

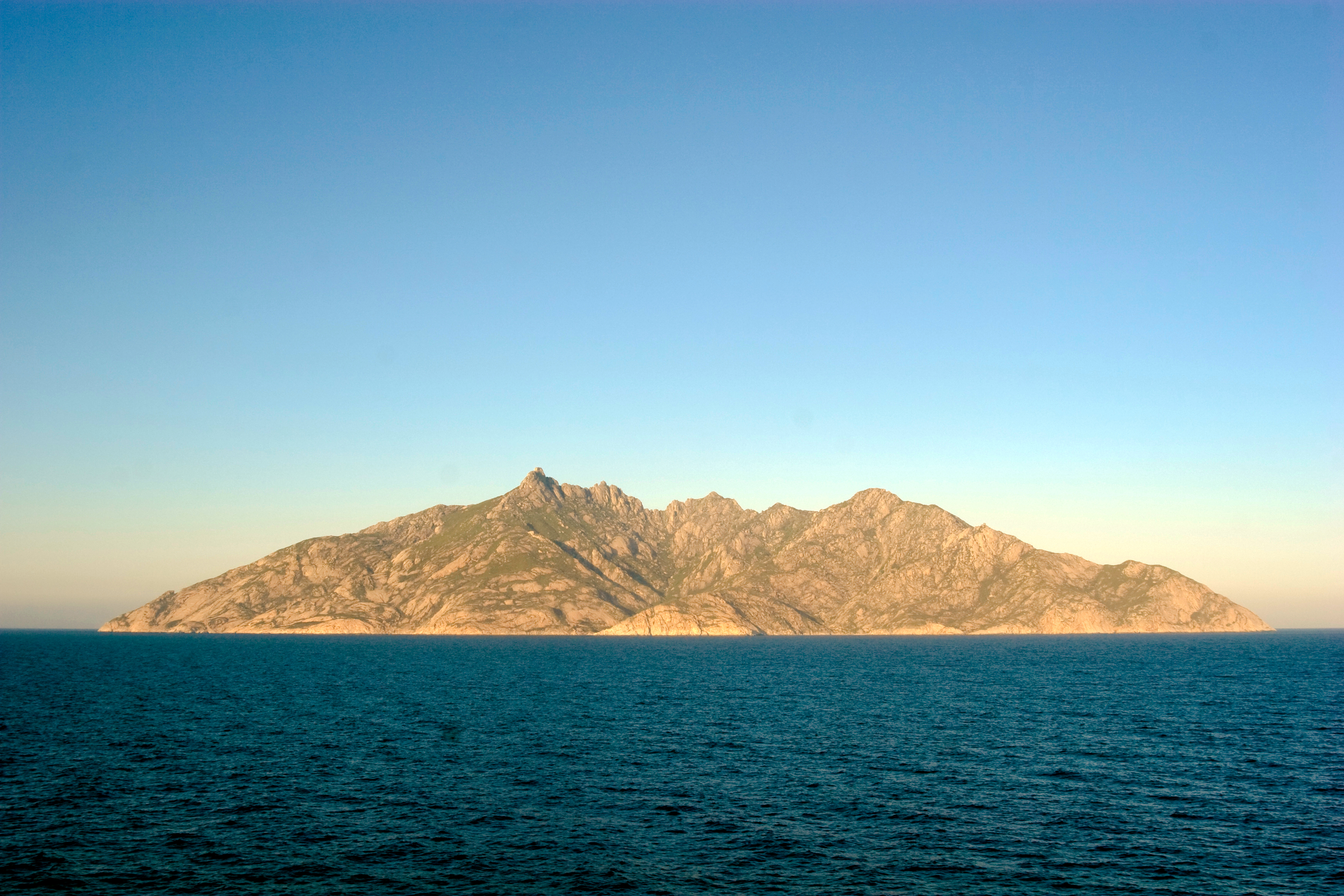
L'isola di Montecristo vista dal suo lato nord

Finalmente libero, dopo quattordici anni di prigionia, e trovatosi in possesso di un'immensa fortuna grazie al ritrovamento del tesoro, dal valore inestimabile, indicatogli da Faria, Dantès si costruisce una nuova identità e, dopo un periodo di viaggi, torna in Francia sotto le mentite spoglie del Conte di Montecristo per perseguire la sua vendetta. Qui assume una serie di identità diverse, come quella dell'abate Busoni - con cui fa visita a Caderousse e da cui si fa raccontare i dettagli del complotto, della morte del padre, del destino dell'amata Mercédès e delle vicende degli altri congiurati - e quelle del nobile inglese Lord Wilmore e di Sindbad il marinaio, attraverso cui compie buone azioni nei confronti di coloro che gli sono sempre stati leali. 
A distanza di dieci anni dal suo ritorno a Marsiglia Dantès decide di attuare concretamente il regolamento di conti. Fernand Mondego (che, divenuto conte de Morcerf grazie alla ricchezza accumulata come coscritto, era riuscito a sposare Mercédès) viene processato per aver tradito il Pascià Alì-Tebelen mentre era ufficiale in Grecia; indignati del suo comportamento, la moglie e il figlio decidono di abbandonarlo, portando Mondego al suicidio. Gérard de Villefort, colui che pur sapendo dell'innocenza di Dantès e pur avendo i mezzi per scagionarlo aveva deciso di lasciarlo in prigione per non mettere a rischio la propria posizione sociale e la propria carriera professionale e politica, viene spinto alla pazzia da una catena di avvelenamenti di cui cadono vittime i membri della sua famiglia per mano della seconda moglie, assieme alla scoperta della vera identità del conte e della pubblica rivelazione di una propria passata relazione extraconiugale culminata con un tentativo di infanticidio. 
Caderousse, inizialmente perdonato da Edmond, si è lasciato corrompere dalla prospettiva di raddoppiare con un delitto la ricompensa che questi gli aveva fatto pervenire. Diventato un criminale bramoso di denaro e fuggiasco dalla giustizia, viene ucciso dal suo complice, il figlio illegittimo di Villefort che era sopravvissuto all'abbandono. Infine Danglars, divenuto il più ricco banchiere di Parigi (dopo aver abbandonato l'incarico di capitano della nave Pharaon), viene prima portato al tracollo finanziario per poi essere rapito e imprigionato, costretto a dilapidare ciò che era rimasto del suo denaro per sfamarsi. Solo a questo punto il Conte di Montecristo gli rivela la sua vera identità e, di fronte al sincero pentimento di Danglars e con i primi dubbi di aver esagerato con la propria vendetta, gli concede il perdono.

## Personaggi

### Edmond Dantès e i suoi travestimenti

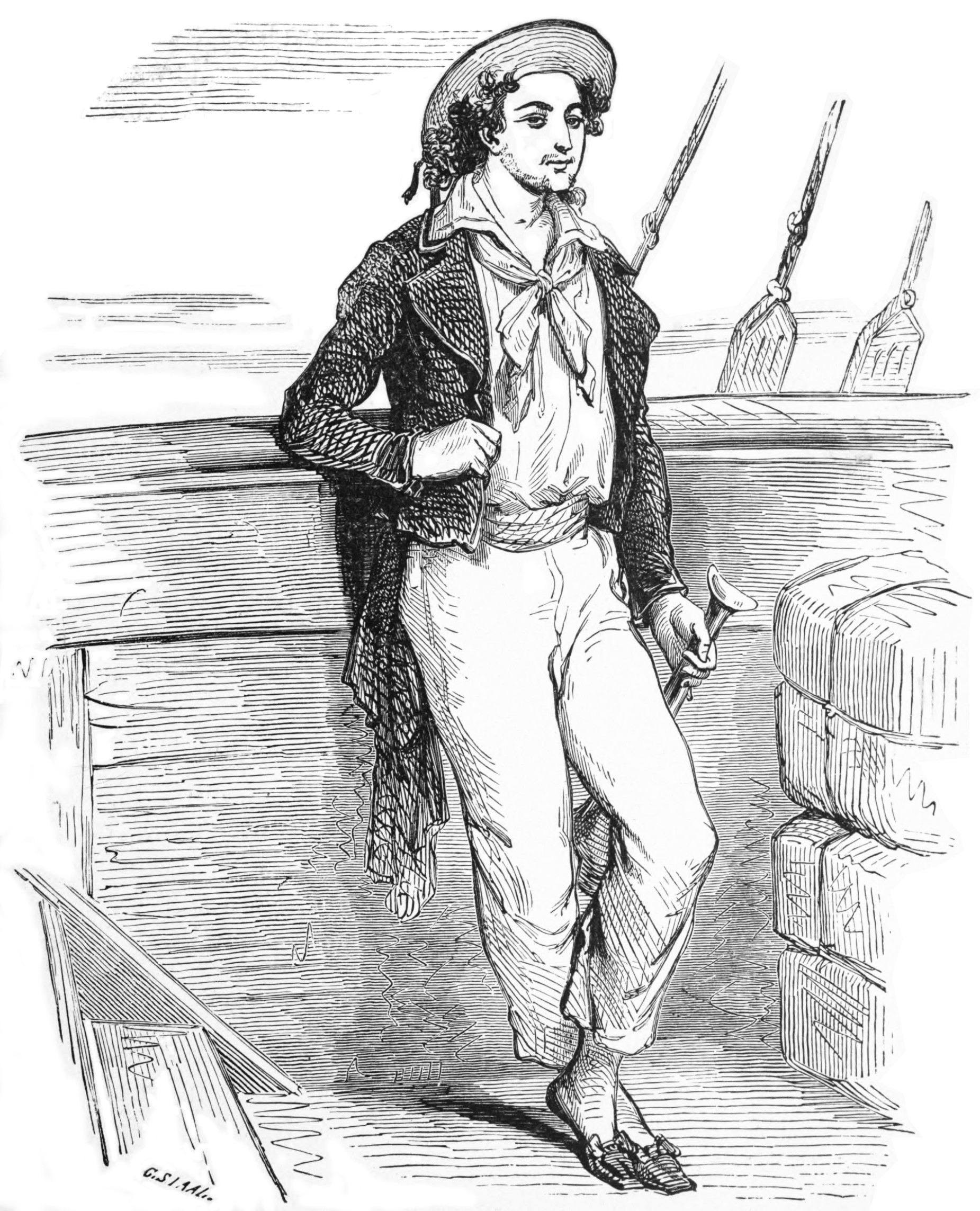
Edmond Dantès in una illustrazione di Pierre Gustave Eugene Staal presente nell'edizione del 1888 del romanzo

- Edmond Dantès — Il protagonista del romanzo. Appena diciannovenne, è già esperto marinaio e futuro capitano della nave mercantile Pharaon, nonché promesso sposo della catalana Mercédès. Durante l'ultimo viaggio in mare ferma la nave sull'isola d'Elba per consegnare un plico al gran Maresciallo Bertrand (uomo di fiducia di Napoleone, quest'ultimo in procinto di fuggire dall'isola d'Elba per riprendere il potere in Francia, i noti "Cento giorni"), seguendo così le ultime volontà del capitano Leclère, e in cambio riceve una lettera confidenziale da consegnare a un uomo a Parigi. Nessuno conosce il contenuto della lettera, ma l'incontro con l'ufficiale di Napoleone dà l'occasione all'invidioso Danglars di denunciare Dantès come agente bonapartista, in modo da allontanarlo per lungo tempo e prendere il suo posto come capitano della nave. Edmond viene così arrestato e condotto in una prigione-fortezza (il Castello d'If), dove avrebbe dovuto trascorrere l'intera vita, ma da cui riesce a evadere. Dopo gli anni di prigionia diventa il Conte di Montecristo, nome preso da un'isola di cui è diventato proprietario dopo avervi trovato il tesoro indicato dall'abate Faria, conosciuto durante la detenzione. I quattordici lunghi anni di prigionia cambiano Dantès sia fisicamente, dandogli vigore fisico e aspetto "vampiresco", sia mentalmente, dandogli conoscenze di grande profondità e ampiezza. Tuttavia il cambiamento più grande è psicologico: da giovane idealista è diventato un uomo ossessionato dalla vendetta contro coloro che hanno provocato la sua rovina e che lui colpirà usando l'identità del Conte di Montecristo e di molti altri personaggi.
- signor Zaccone, conte di Montecristo — La persona in cui Edmond cambia la sua identità per compiere la vendetta è un nobile italiano, la cui ricchezza è pari solo all'aura di mistero che lo circonda in quanto il tesoro trovato ha un valore inestimabile. Secondo il passato costruito da Edmond per il suo alter ego, dietro l'identità del Conte di Montecristo si celerebbe il signor Zaccone, figlio di un ricco armatore maltese, che vive nell'agio di una ricca rendita e che ha acquistato il titolo di "conte", assieme all'isola di Montecristo, per diletto. Egli avrebbe fatto la guerra nella marina e poi si sarebbe dedicato a notevoli opere di carità, sfruttando le sue enormi ricchezze. Il Conte appare come una persona gentile ed educata, sebbene restia a dare eccessive confidenze, e dalla imperturbabile flemma anche nelle situazioni peggiori; ha immense conoscenze in ogni ambito dello scibile umano: per esempio, è un esperto chimico nonché valente medico, un eccellente combattente e spadaccino, ha viaggiato per il mondo, è amante degli agi più raffinati ed è capace di stupire con la sua eloquenza e con le sue stravaganze.
- Lord Wilmore — Un nobile inglese interpretato da Edmond per compiere buone azioni e atti di generosità. Questo personaggio è l'esatto opposto del Conte di Montecristo e il romanzo fa supporre che i due siano rivali, come tra l'altro asserisce Lord Wilmore stesso.
- Sindbad il marinaio — Il personaggio che Edmond userà per salvare la famiglia Morrel dalla bancarotta.
- abate Giacomo Busoni — abate siciliano, identità che usa Edmond in alcune circostanze per la presunta autorità religiosa.

### I servitori del Conte
- Giovanni Bertuccio — Intendente e braccio destro del Conte, stimato da quest'ultimo poiché in grado di eseguire al meglio ogni ordine che riceve. Molto tempo prima di conoscere il Conte, Bertuccio aveva giurato vendetta nei confronti di Gérard de Villefort per non aver aperto alcuna indagine sull'assassinio del fratello. Segue Villefort ad Auteuil, in una casa dove era solito incontrarsi con l'amante Hermine Danglars, e lo pugnala mentre il magistrato è in giardino per seppellire una cassetta. Incuriosito dall'oggetto, Bertuccio scopre che contiene un neonato (il figlio illegittimo di Villefort appena partorito da Hermine Danglars) apparentemente morto. L'uomo riesce a rianimarlo e lo porta via con sé in Corsica dove, assieme alla cognata, lo alleva con il nome di Benedetto.
- Haydée — Principessa albanese, comprata quale schiava da Edmond e, al termine della vendetta del Conte, sua futura sposa. Haydée era figlia di Alì-Tebelen, Pascià di Giannina. Quando era ancora molto piccola il padre viene rovesciato dall'acerrimo nemico generale Kourchid, grazie al tradimento di un ufficiale francese in cui il Pascià riponeva grande fiducia: Fernand Mondego. Ridotta in schiavitù assieme alla madre, dopo la morte di questa, viene comprata dal Conte al mercato degli schiavi di Costantinopoli. Pur avendola acquistata come schiava, il Conte la tratta con il massimo rispetto, non le fa mancare niente e non si approfitta minimamente di lei. Questo suscita in Haydée una profonda gratitudine nei suoi confronti, che presto si trasforma in amore. Egli però la considera troppo giovane per lui e non vuole precluderle la possibilità di una vita felice, pensando anche di maritarla al figlio del suo amico e armatore Morrel, che tuttavia ama un'altra. Durante il processo a Fernand Mondego rivelerà la sua vera identità e porterà le prove per farlo condannare. Alla fine del romanzo Edmond capisce l'amore della donna per lui, e decide di partire con lei per farsi una nuova vita, possibilmente felice.
- Alì — Il fedele servitore del Conte di Montecristo. Egli è muto e totalmente devoto al suo padrone che gli ha salvato la vita in Tunisia, dove era stato condannato - a causa di una sua "lussuriosa" incursione nell'harem del Bey - a subire la mutilazione prima della lingua, poi delle mani e infine della testa. Quel che Alì non sa è che Dantès aveva atteso a bella posta che la lingua gli venisse mozzata prima di offrirsi di riscattarlo, in modo da potersi avvalere di un servitore muto. Alì è un abilissimo domatore di cavalli.
- Baptistin — Servitore del Conte.
- Jacopo — Marinaio conosciuto da Edmond a bordo della tartana genovese Giovane Amelia, che lo trae in salvo durante la sua fuga dal Castello d'If. Diventa, in seguito, il capitano dello yacht del Conte.

### La famiglia Morcerf
- Mercédès Herrera Mondego — Fidanzata di Edmond all'inizio dell'opera. In seguito sposerà suo cugino Fernand quando Edmond viene creduto morto in prigione. Lei non ama Fernand, ma lo considera suo fidato amico. È l'unica a riconoscere nel Conte di Montecristo l'amore di un tempo, Edmond Dantès. Dopo la rovina del marito, del quale rifiuta l'eredità (preferendo donarla in beneficenza), torna a una vita solitaria a Marsiglia nella casa del vecchio padre di Edmond Dantès, donatale da quest'ultimo.
- Fernand Mondego — Più tardi conosciuto come conte de Morcerf. Lui è innamorato di Mercédès e farebbe qualsiasi cosa per averla. Infatti, con l'aiuto di Danglars, progetta l'accusa contro Edmond. Dopo l'incarcerazione di Dantès parte per la guerra come coscritto: durante le sue campagne militari guadagna denaro e reputazione. Una volta tornato in Francia, con il titolo di conte, sposa Mercédès. Diventato membro della Camera dei pari, la sua vita viene rovinata dal processo che lo vede imputato per il tradimento, mentre era ufficiale in Albania, del Pascià Alì-Tebelen, grazie anche alla decisiva testimonianza della figlia Haydée. Quando scopre che la moglie e il figlio lo hanno abbandonato, si suicida con un colpo di pistola.
- Albert de Morcerf — Figlio di Mercédès e Fernand. Conosce il Conte a Roma (quando è in compagnia di Franz d'Epinay) durante il carnevale. Qui vive un'esperienza di rapimento e prigionia per opera del bandito Luigi Vampa. Viene liberato dal Conte di Montecristo, grazie alla lealtà e il rispetto che Vampa ha nei suoi confronti. Tornato in Francia, il padre combina un matrimonio tra Albert e la giovane Eugenie Danglars, che però non ama. Quando il barone Danglars scopre il tradimento di Fernand a Giannina, fa saltare il matrimonio, preferendo dare la figlia in sposa ad Andrea Cavalcanti. Albert diventa grande amico di Dantès, almeno fino a quando Edmond non causa la rovina del padre Fernand: a quel punto sfida pubblicamente il Conte a duello, anche se poi gli porgerà - altrettanto pubblicamente - le proprie scuse, grazie alle rivelazioni che la madre gli fa sull'identità reale del Conte e sulle giustificate motivazioni del suo comportamento. Alla fine del romanzo, morto il padre, Albert abbandona la madre Mercédès e parte per l'Africa come soldato negli Spahis per potersi costruire una nuova vita con il cognome materno Herrera.

### La famiglia Danglars
- Barone Danglars — Inizialmente è lo scrivano di bordo della nave mercantile Pharaon dove lavora Edmond, del quale è invidioso perché l'armatore Pierre Morrel lo vuole nominare capitano, nomina a cui lui stesso aspirava. Dopo aver incastrato Dantès con l'accusa di essere un bonapartista, viene promosso a capitano della Pharaon. Successivamente abbandona l'incarico e si trasferisce in Spagna dove lavora come commesso presso un banchiere. Qui, grazie a una serie di speculazioni e investimenti (in cui dimostra un'indiscussa abilità), diventa milionario. Acquistato il titolo di barone torna in Francia, dove ben presto diventa il più ricco banchiere di Parigi. Conosce il Conte di Montecristo, che lo spinge al tracollo finanziario per poi farlo rapire e imprigionare; solo quando è costretto a dilapidare il denaro rimastogli per sfamarsi il Conte di Montecristo gli rivela la propria vera identità e, di fronte al sincero pentimento di Danglars, gli concede il perdono e gli restituisce la libertà.
- Hermine Danglars — Moglie del barone Danglars. In gioventù, mentre il primo marito (il barone Louis de Nargonne) era assente, ha una relazione con Gérard de Villefort, dalla quale nasce il figlio Benedetto, creduto morto alla nascita ma in realtà salvato e allevato da Bertuccio. Nel frattempo, prima della nascita del figlio, rimane vedova. Già abbastanza ricca prima di sposare il barone Danglars, con l'aiuto di Lucien Debray (ben informato sugli eventi politici in quanto lavora al Ministero dell'interno), amico e amante, riesce a mettere da parte un milione di franchi investendo il denaro del marito.
- Eugénie Danglars — Figlia dei Danglars, ragazza emancipata e con animo d'artista, per salvare la famiglia dal tracollo finanziario è costretta dal proprio padre a farsi promessa sposa prima ad Albert de Morcerf poi ad Andrea Cavalcanti. Lei però non li ama, preferendo più o meno manifestamente le donne e volendo vivere libera, senza alcun vincolo matrimoniale. Alla fine scappa di casa assieme alla sua amante Louise d’Armilly, approfittando della confusione creatasi per la fuga del presunto Andrea Cavalcanti, smascherato lo stesso giorno in cui i due dovevano firmare il contratto di matrimonio.

### La famiglia Villefort

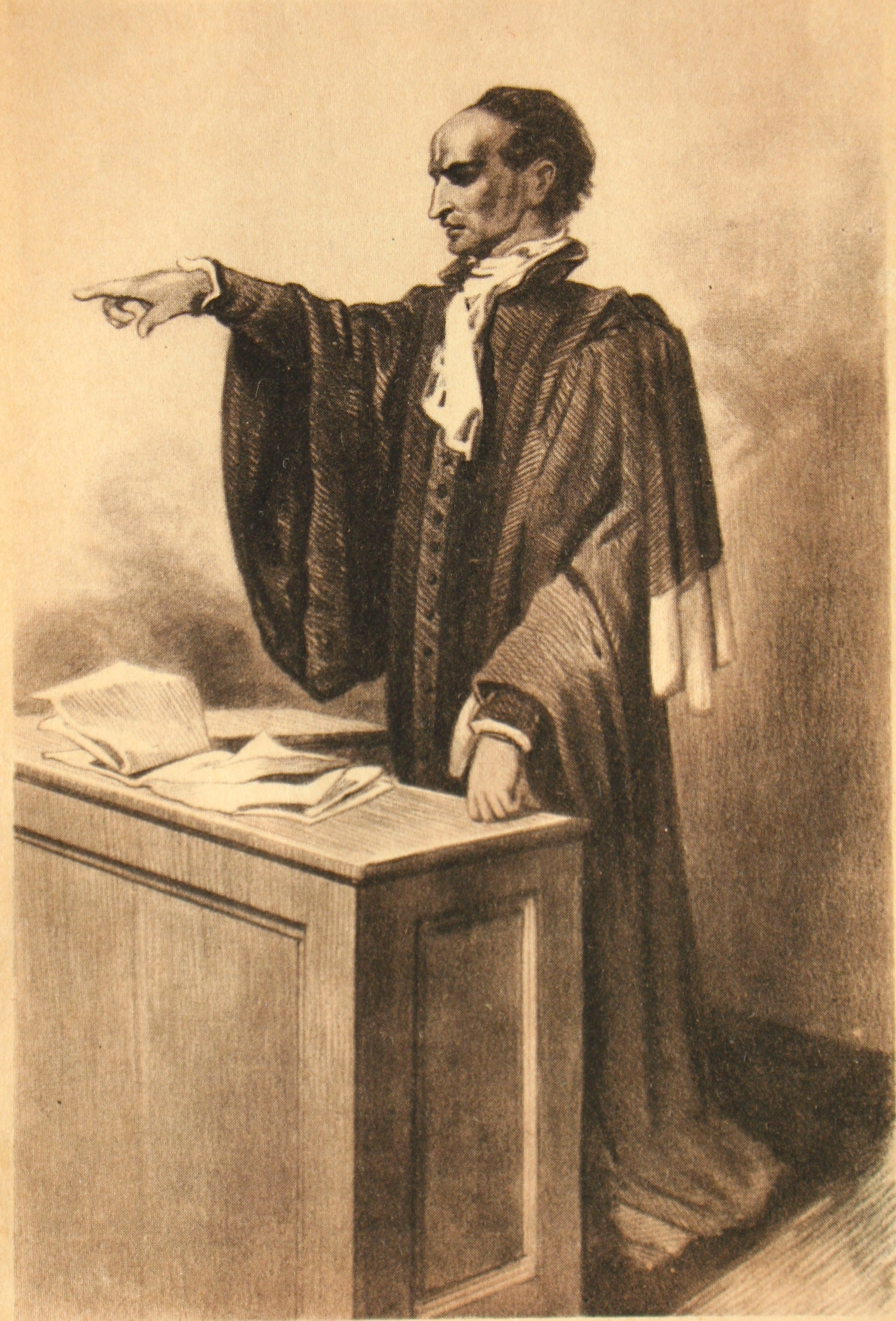
Gérard de Villefort in una illustrazione di Paul Gavarni presente nell'edizione del 1846 del romanzo

- Gérard de Villefort — Sostituto procuratore del re e, in seguito, procuratore del re. Figlio di un bonapartista (il signor Noirtier), arriva a rinnegare il padre (e a cambiare cognome in Villefort) per garantire la sua fedeltà alla monarchia ed entrare così nelle grazie del re e di tutto l'entourage monarchico, compresa la famiglia Saint-Méran (importante e nobile famiglia di cui vuole sposare la giovane discendente, Renée). È inoltre il responsabile materiale dell'incarcerazione di Edmond: Dantès infatti era l'unico testimone di una lettera destinata al signor Noirtier in cui si annunciava l'imminente ritorno di Napoleone (e quindi il suo indiscusso e attivo legame con l'usurpatore, appellativo con cui i filomonarchici chiamavano Napoleone); se quella lettera fosse finita in mani sbagliate, il padre di Gerard sarebbe stato condannato a morte e lui avrebbe perduto per sempre quella posizione di rilievo presso il re così faticosamente conquistata: quindi Villefort, pur riconoscendo l'innocenza di Edmond, si vede costretto a incastrarlo per salvare la propria posizione e la vita del padre. Morta la moglie Renée (da cui aveva avuto una figlia, Valentine), Villefort sposa in seconde nozze una donna di nome Héloise, da cui nascerà il figlio Édouard. Ha pure una relazione con Hermine Danglars (anche se all'epoca della relazione lei era sposata con un certo barone de Nargonne), da cui nasce il figlio illegittimo Benedetto (che, creduto morto, verrà seppellito in giardino). Quando Villefort scopre che Héloise, la sua seconda moglie, avvelena gli eredi del patrimonio di famiglia affinché il figlio Édouard diventi erede universale (non solo da parte di padre, ma anche da parte della sorellastra), la spinge al suicidio, ma lei deciderà di portare con sé anche suo figlio. Quelle due perdite, assieme a quella della primogenita Valentine, alla scoperta che il figlio illegittimo (Benedetto) è un assassino e che dietro all'identità del Conte di Montecristo si nasconde Edmond Dantès, spingeranno Villefort alla pazzia.
- Valentine de Villefort — Figlia di Gérard de Villefort e Renée de Saint-Méran. Innamorata di Maximilien Morrel, è promessa, per volontà del padre, al barone Franz d'Epinay; vive isolata dal resto della famiglia, tra l'indifferenza del padre e l'odio della matrigna Héloise, quest'ultima invidiosa dell'immenso patrimonio che la ragazza avrebbe ereditato (a discapito del figlio Édouard). L'unico vero affetto familiare è costituito dal nonno Noirtier, che però è muto e paralizzato e comunica con la nipote con i soli occhi (potrebbe essere affetto dalla sindrome del chiavistello). È proprio il nonno che fa di tutto per impedire il matrimonio della nipote con d'Epinay, predisponendo di diseredare Valentine nel caso questa unione avvenisse. Poi, poiché il figlio Gérard persiste nell'intento di matrimonio, rivela di essere l'uccisore, in leale duello, del padre di Franz, e a quel punto il giovane d'Epinay rompe l'accordo di matrimonio. Rimasta unica erede della famiglia dopo gli omicidi dei marchesi di Saint-Méran, Valentine viene avvelenata da Héloise, la matrigna. Tuttavia, grazie a Noirtier (che, dandole un poco della stessa sostanza mortale da lui assunta, la abitua al veleno neutralizzandolo parzialmente) e al Conte di Montecristo (che più volte sostituisce le bevande venefiche con sostanze innocue) l'attacco non le è fatale, per quanto la costringa a letto. Tempo dopo, il Conte di Montecristo le svela l'identità del suo assassino e le dà una mistura che la fa cadere in coma, inducendo tutti a crederla morta in modo da poterla salvare dalla matrigna. Dopo il finto funerale, il Conte la porterà sull'isola di Montecristo in attesa dell'arrivo dell'amato Maximilien Morrel, che finalmente lei potrà sposare.
- Noirtier de Villefort — Padre di Gérard e nonno di Valentine: ex membro del governo napoleonico e attivo bonapartista durante la rivoluzione, uccide il generale d'Epinay. Durante i Cento giorni torna alla corte di Napoleone. Dopo essere stato colpito da un attacco apoplettico diviene muto e paralitico, capace solo di comunicare con la nipote (a cui è legatissimo) e il figlio attraverso l'espressività dello sguardo. Per salvare Valentine dal matrimonio forzato con Franz d'Epinay riesce a dettare un testamento col quale lascia i propri beni ai poveri, diseredando la nipote nel caso in cui ella sposi il barone. Dal momento che il figlio Gérard continua a voler maritare Valentine a Franz, Noirtier rivela di aver ucciso in duello il generale Flaviano Quesnel d'Epinay, padre del giovane, che a quel punto rompe il contratto di matrimonio. Scampa per caso al progetto di avvelenamento da parte di Héloise (solo perché il suo medico - il signor d'Avrigny - gli fa assumere ogni giorno un po' di veleno per contrastare la malattia) e, resosi conto del piano della donna, riesce a salvare Valentine dal successivo tentativo di omicidio, abituandola a piccole dosi giornaliere del veleno.
- Héloise de Villefort — Seconda moglie di Gérard. Pensa solo a proteggere il proprio figlio Édouard e trama per assicurargli una generosa eredità. Odia profondamente Valentine, destinata a ereditare il patrimonio di famiglia. Per evitare ciò mette in atto un diabolico piano: prima avvelena i due marchesi di Saint-Méran, rendendo la giovane unica erede; poi tenta, senza successo, di fare lo stesso con il vecchio Noirtier e con la stessa Valentine. Convinta di averla uccisa, viene scoperta dal marito, che le impone una scelta: o il processo pubblico e il patibolo (assieme allo scandalo e il disonore che sarebbe caduto sulla famiglia), oppure il suicidio tramite il suo terribile veleno. Héloise opta per il suicidio, portando con sé l'amatissimo figlio Édouard.
- Édouard de Villefort — Unico figlio maschio legittimo di Villefort, viene avvelenato dalla madre quando, scoperta dal marito colpevole di quattro omicidi, viene spinta al suicidio.
- Benedetto alias Andrea Cavalcanti — Figlio illegittimo di Villefort e Hermine Danglars. Salvato da Bertuccio, viene cresciuto dal còrso e da sua cognata Assunta. Malvagio e avido fin da piccolo, assieme a due compagni tortura la madre adottiva per ottenere del denaro: nella confusione la casa prende fuoco, i tre giovani fuggono con i soldi, lasciando morire la donna tra le fiamme. Conduce una vita criminale, finché non si ritrova in cella (nella prigione di Tolone) assieme a Gaspard Caderousse. Grazie all'intervento di Lord Wilmore/Edmond Dantès i due fuggono. Benedetto torna a Parigi sotto il nome di Andrea Cavalcanti: crede che il suo vero padre sia il Conte di Montecristo, che quest'ultimo lo abbia fatto riconoscere dal maggiore Cavalcanti e che lo mantenga. In questo periodo conosce Eugénie Danglars e instaura buoni rapporti con il padre di lei, riuscendo a convincerlo a dargli in sposa la figlia; è lo stesso Conte di Montecristo a elogiare le ricchezze e la nobile discendenza del Conte (in seguito chiamato anche principe) Andrea. Nel frattempo Caderousse lo scopre e lo ricatta; l'ex compagno di cella, però, non si accontenta di quanto gli viene offerto e si fa descrivere la villa di Montecristo per poterla svaligiare. Andrea/Benedetto allora manda un messaggio anonimo al Conte per avvisarlo. Poi, la sera del furto, si apposta fuori dalla casa e, quando Caderousse esce, risparmiato da Edmond, lo pugnala a morte. Il giorno del suo matrimonio con Eugénie Danglars i gendarmi vengono a prenderlo per arrestarlo. Fugge, ma la sua fuga dura un solo giorno. In prigione Bertuccio gli svela l'identità del vero padre (Gérard de Villefort), che lui riferisce pubblicamente durante il processo, scioccando il procuratore.

### La famiglia Morrel e dipendenti
- Pierre Morrel — Armatore della nave mercantile Pharaon, di cui Edmond era Secondo Comandante all'inizio del romanzo. Uomo d'affari onestissimo, si fida di Edmond e gli propone di diventare capitano della nave. Dopo che Edmond viene arrestato cerca in tutti i modi di aiutarlo ma, essendo il giovane accusato di bonapartismo, la cosa diventa impossibile. Negli anni dal 1825 al 1830 subisce gravi perdite al punto da essere sull'orlo della bancarotta e solo grazie a Simbad il Marinaio (ovvero Edmond Dantès) la sua situazione economica si risolleva.
- Maximilien Morrel — Figlio di Pierre, capitano nel reggimento degli Spahis e ufficiale della Legion d'onore. Maximilien conosce il Conte di Montecristo a Parigi, in occasione di una colazione a casa di un amico comune, Albert de Morcerf. Riconoscendo in lui l'onestà del suo antico armatore, il Conte gli si affeziona come fosse suo figlio. Il cuore del giovane Morrel arde per Valentine de Villefort, la quale lo ricambia; ma i due devono incontrarsi in segreto perché la giovane è stata promessa a Franz d'Epinay. Quando Valentine muore - questo è ciò che egli, come tutti, crede - Maximilien cade nella disperazione e decide di uccidersi; però il Conte (di cui si fidava ciecamente) lo fa desistere dal proposito, promettendogli di aiutarlo se accetterà di ritardare di un mese la propria fine. Alla scadenza del periodo prefissato Edmond gli fa incontrare sull'isola di Montecristo l'amata Valentine, che ora potrà sposare.
- Julie Herbault — Figlia di Pierre, sposata con Emmanuel Herbault. Edmond Dantès si servirà di lei (sotto l'alias di Simbad il marinaio) per salvare i Morrel dal fallimento.
- Emmanuel Herbault — Marito di Julie, ha lavorato per lungo tempo alla Morrel & Figlio come contabile: è genero di Pierre e cognato di Maximilien.
- Cocles — Fedele e scrupoloso commesso della casa Morrel e Figlio.

### I marchesi di Saint-Méran
- Marchesi di Saint-Méran — Genitori di Renée, fedeli monarchici, avversi ai bonapartisti e non disposti a mischiare la loro nobiltà con persone di classe sociale diversa dalla loro. Danno in sposa la figlia Renée a Gérard de Villefort, e poi cercano di maritare la nipote Valentine, loro unica erede, con il nobile barone Franz d'Epinay. Entrambi i marchesi vengono avvelenati a morte dalla signora Villefort, per rendere Valentine unica erede del patrimonio.
- Renée di Saint-Méran — Figlia e unica erede dei marchesi di Saint-Méran, sposa Gérard de Villefort: il matrimonio è coronato dalla nascita di Valentine, ma qualche anno dopo Renée muore.

### Altri personaggi importanti

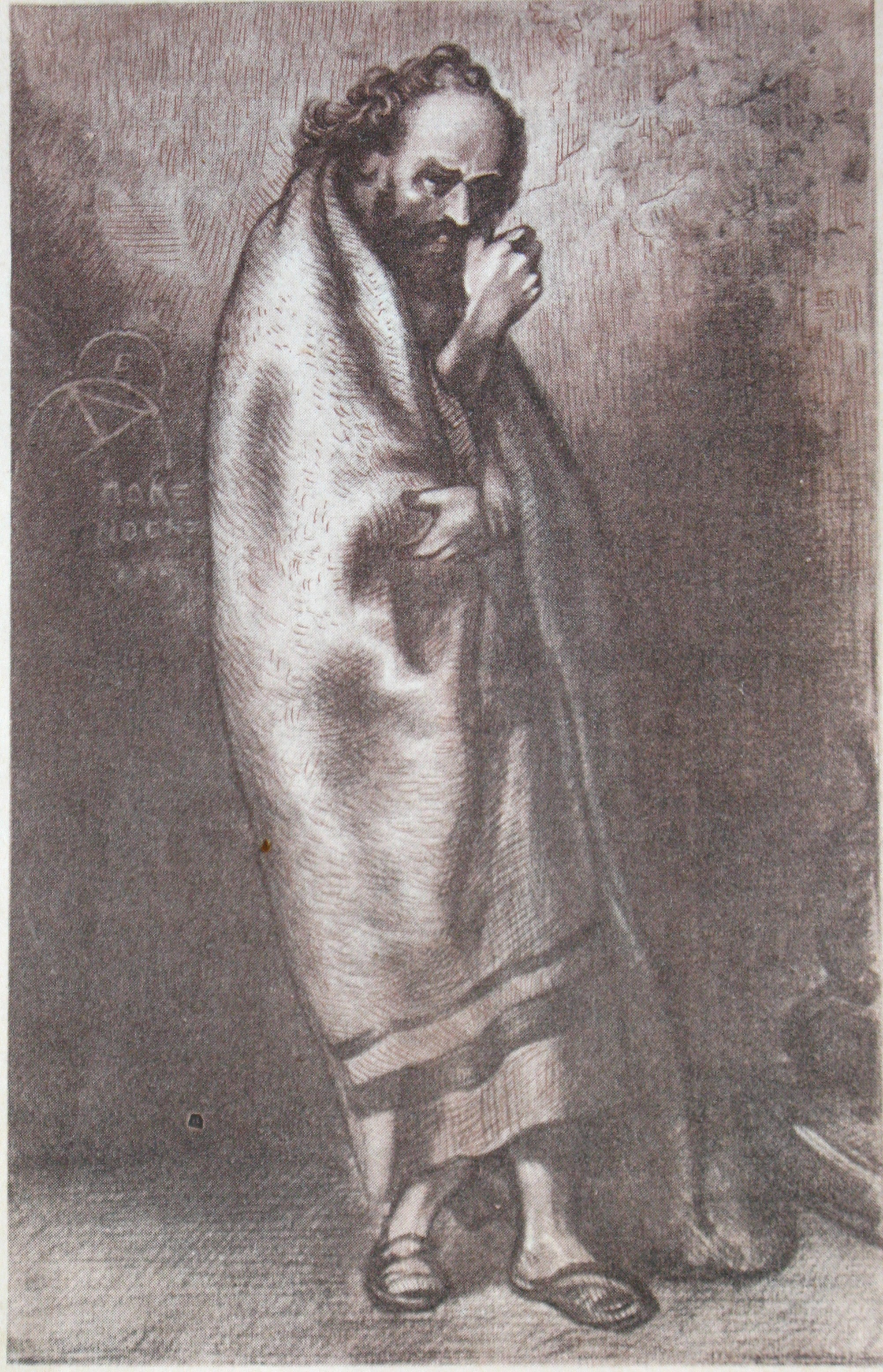
L'abate Faria nel castello d'If, in una illustrazione di Paul Gavarni presente nell'edizione del 1846 del romanzo

- Faria — Abate[2] ed erudito italiano, in giovinezza fu segretario del Conte Spada e precettore dei suoi figli; proprio in questo periodo venne a conoscenza dell'immenso tesoro della famiglia Spada. Nel 1811 viene arrestato e condotto al Castello d'If, dove sarà conosciuto solo come "prigioniero numero 27"; non rassegnato, inizia a scavare un tunnel che lo avrebbe condotto fuori dalla prigione, permettendogli di fuggire a nuoto verso una delle isole lì vicino. I calcoli si rivelano sbagliati e, dopo molti anni di lavoro, Faria si ritrova invece nella cella di Edmond Dantès, con il quale stringe amicizia. Diventato come un padre per Edmond, insegna al giovane le lingue e le scienze e gli rivela l'ubicazione del tesoro nascosto sull'isola di Montecristo; inoltre Faria, grazie al suo intelletto e alcune conoscenze personali, aiuta Edmond a fare luce sulle circostanze della sua prigionia. Muore in cella colpito da un letale attacco apoplettico. Edmond riesce a fuggire dalla prigione sostituendosi al suo cadavere.
- Luigi Vampa — Bandito italiano e amico del Conte di Montecristo, aiuterà quest'ultimo nel suo piano di vendetta. Nato da una famiglia di pastori, ben presto mette in evidenza un'intelligenza fuori dal comune, al punto che il conte della zona si prende cura di lui e gli insegna a leggere e a scrivere. Comincia inoltre a intagliare piccoli oggetti destinati ai venditori di giocattoli; con il ricavato compra regali alla sua cara amica, la contadina Teresa, la sola che riesce a tenere a bada lo spirito ardente e burbero del giovane. A soli diciassette anni Luigi Vampa aveva fama di essere il più bravo contadino dei dintorni, oltre che un eccellente tiratore con il suo fucile. Nel medesimo periodo una banda di briganti si nascondeva sui monti vicini, guidata dal celebre Cucumetto, tanto audace quanto brutale; un giorno, mentre erano soli, Teresa e Luigi salvano la vita al capobandito, nascondendolo ai gendarmi. Un giorno Vampa incontra Simbad il marinaio (Edmond Dantès) che, persa la strada, lo ferma per chiedergli indicazioni. Tornato dove aveva lasciato Teresa, Vampa vede che è stata rapita: scorto il rapitore, lo uccide con un colpo di fucile; egli era Cucumetto, che si era invaghito della giovane fin dalla prima volta che l'aveva vista. A quel punto Vampa prende con sé Teresa e si unisce ai banditi, facendosi eleggere loro capitano: il brigantaggio permetterà a Luigi di garantire a Teresa, invidiosa della bella vita della nobiltà della zona, una vita lussuosa, seppur pericolosa. Il Conte di Montecristo ha occasione di aiutarlo in diverse situazioni e questo gli permette di avere una sincera riconoscenza da parte del bandito, che gli si mette a completa disposizione. Durante il carnevale romano, rapisce Albert de Morcerf, ma quando scopre che era amico del Conte, lo libera immediatamente. Analogamente rapisce, questa volta su ordine di Dantès, il banchiere Danglars quando questi si reca a Roma per riscuotere il credito, e lo libera solo quando il piano di vendetta di Edmond si conclude.

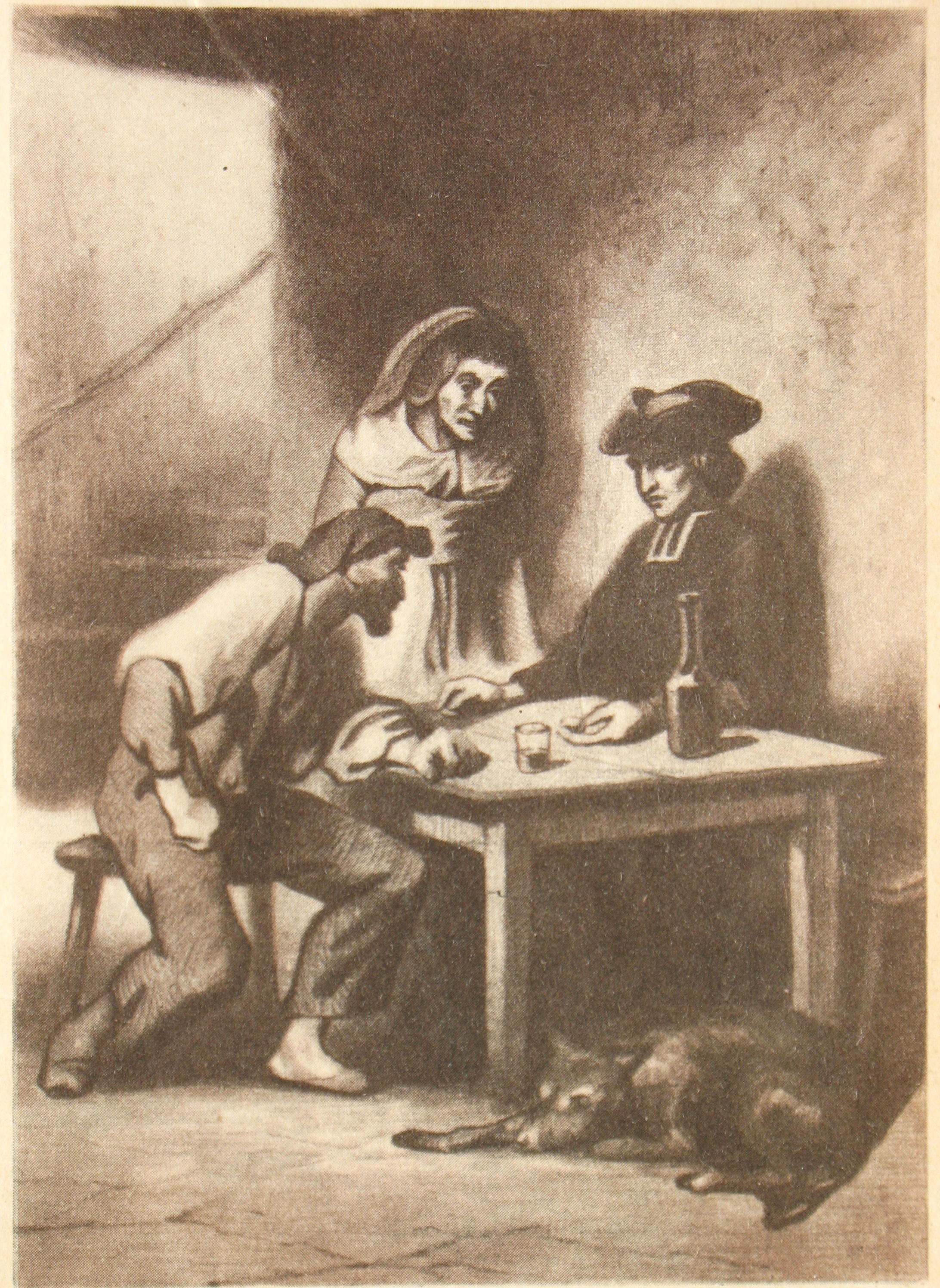
L'abate Busoni mentre mostra il diamante a Caderousse e alla moglie Carconta. Illustrazione di Tony Johannot presente nell'edizione del 1846 del romanzo.

- Gaspard Caderousse — Sarto e vicino di casa del padre di Edmond, partecipa - da ubriaco e quasi senza rendersene conto - al piano per incastrare Dantès. Dopo aver fallito come sarto, gestisce un albergo a Pont du Gard e collabora con dei contrabbandieri. Caderousse è il primo, fra i vecchi "conoscenti" di Dantès, a essere rintracciato e contattato dal giovane marinaio dopo la fuga dalla prigione. Dantès gli si presenta sotto le mentite spoglie dell'abate Busoni. L'abate gli racconta come sia stato mandato dal giovane Dantès (essendo stato il suo confessore prima della "prematura morte") con l'incarico di scoprire la verità sulla sua ingiusta incarcerazione e per dividere il valore di un prezioso diamante da cinquantamila franchi (che aveva con sé) tra le uniche persone che lo avevano sinceramente amato: il padre, la fidanzata e i suoi tre migliori amici (Danglars, Fernand e lo stesso Caderousse). Il vecchio Gaspard, allora, inizia a raccontare come andarono veramente le cose all'epoca dell'arresto di Dantès, raccontando anche le vicende successive dei singoli individui, sottolineando come solo lui sia stato veramente amico di Edmond e, di certo, l'unico ad avere bisogno del diamante (essendo gli altri diventati molto ricchi). L'abate/Dantès, allora, decide di consegnare il diamante interamente a Caderousse. Ma la cupidigia sua e della moglie Madeleine Radelle, detta la Carconte è insaziabile e porterà all'omicidio del gioielliere a cui avevano venduto la gemma, in modo da tenere per sé non solo il denaro corrispondente al valore del diamante, ma conservando pure la pietra preziosa. Arrestato parecchio tempo dopo, Caderousse viene rinchiuso in galera per complicità con la moglie, riconosciuta come colpevole materiale dell'omicidio. Liberato da Lord Wilmore (Dantès), che voleva far evadere il suo compagno di cella (Benedetto, figlio di Gérard de Villefort e della signora Danglars), Caderousse diventa un criminale. A Parigi ritrova Benedetto, che all'epoca si faceva chiamare Andrea Cavalcanti, e lo ricatta in cambio del suo silenzio: ma i soldi ben presto non gli sono più sufficienti, così decide di compiere una rapina nella villa del Conte di Montecristo. Dantès viene però avvertito da Andrea (tramite un biglietto "anonimo"); così, travestito da abate Busoni, lo coglie in flagrante per poi lasciarlo andare, sapendo che fuori c'è Benedetto che lo aspetta, pronto per pugnalarlo. Le grida di Caderousse richiamano Edmond: durante l'agonia, Dantès riesce a fargli firmare la denuncia contro Benedetto e, rivelatosi a lui come Edmond Dantès, ne ottiene il sincero pentimento. Questo personaggio è differente dagli altri autori della congiura, perché vi ha partecipato senza volerlo (era ubriaco), ma è troppo vigliacco per raccontare la verità. Edmond gli darà più volte la possibilità di redimersi dai suoi peccati, ma egli, mal consigliato e trascinato dalla cupidigia, dalla pigrizia e dall'orgoglio, continua a compiere malefatte.

### Personaggi minori
- Louis Dantès — Padre di Edmond, è molto affezionato al figlio. Durante la prigionia di Edmond rimane senza soldi, ma l'orgoglio lo costringe a lasciarsi morire di fame piuttosto che chiedere un aiuto che avrebbe fatto scoprire la sua indigenza.
- Barone Franz Quesnel d'Epinay — Figlio del generale d'Epinay (ucciso in duello nel 1815 da Noirtier de Villefort), è grande amico di Albert de Morcerf. Conosce Dantès sotto l'identità di Simbad il marinaio, durante una sosta all'isola di Montecristo, poi lo ritrova durante i festeggiamenti del carnevale a Roma, assieme ad Albert. Promesso sposo, anche se non innamorato, di Valentine de Villefort, il suo matrimonio salta quando Noirtier, nonno della giovane, gli svela di essere stato lui a uccidere il padre.
- Lucien Debray — Segretario del Ministro dell'interno, nonché amico di Albert de Morcerf e confidente e amante della signora Danglars. Debray è, inoltre, in affari con la signora Danglars: questa, infatti, incomincia a investire (dietro suggerimento di Lucien) parte del denaro del marito, ottenendo ottimi rendimenti da spartire con il suo amante. Così, Debray diventa milionario, mentre la signora Danglars può vivere agiatamente nonostante la bancarotta e l'annessa fuga del marito.
- Beauchamp — Giornalista amico di Albert de Morcerf: scopre per primo il segreto di Fernand Mondego e del suo tradimento del Pascià Alì-Tebelen, ma non diffonde la notizia in nome dell'amicizia con Albert.
- Barone Raoul de Château-Renaud — Altro amico di Albert de Morcerf, gli viene salvata la vita in Africa da Maximilien Morrel.
- Madeleine Radelle — anche conosciuta come la Carconte. Moglie di Caderousse con cui gestisce una locanda a Pont du Gard. È una donna di salute cagionevole, di carattere poco affabile, scorbutico e insofferente.

## Critica
- La prima parte di Montecristo, fino alla scoperta del tesoro, è un pezzo perfetto di racconto a effetto; non c'è mai stato un uomo che abbia partecipato a queste commoventi avventure senza un fremito, eppure Faria è un personaggio di cartapesta e Dantès poco più di un nome. Il seguito non è che il dilungarsi di un errore, cupo, sanguinoso, innaturale e stupido; ma quanto a questi primi capitoli, non credo esista un altro volume nel quale si possa respirare la stessa inconfondibile atmosfera di romanzo. (R.L. Stevenson)[3]
- [Il Conte di Montecristo] è forse il più «oppiaceo» dei romanzi popolari: quale uomo del popolo non crede di aver subito un'ingiustizia dai potenti e non fantastica sulla «punizione» da infliggere loro? Edmondo Dantès gli offre il modello, lo «ubbriaca» di esaltazione, sostituisce il credo di una giustizia trascendente in cui non crede più «sistematicamente». (A. Gramsci)[4]
- Ancora oggi può interessare la grossa ma genuina facoltà inventiva, che associa, in un rapido susseguirsi, senza preoccupazioni di una trama ragionata e verosimile, le più straordinarie avventure, raccontate con l'ausilio di uno stile che non manca di agilità e di movimento, anche se numerosi luoghi comuni guastino la verità psicologica dei caratteri e la coerenza delle vicende. (Amelia Bruzzi)[5]
- Il Conte di Montecristo è senz'altro uno dei romanzi più appassionanti che siano mai stati scritti e d'altra parte è uno dei romanzi più mal scritti di tutti i tempi e di tutte le letterature. (Umberto Eco)[6]
- Il Conte di Monte-Cristo è una sterminata hilarotragedia, dove il riso e il delitto, il gioco e il Male Assoluto si sfiorano e si intrecciano. Il lieve tocco ironico, lo spirito settecentesco, l'allegretto sono presenti in ogni capitolo. (P. Citati)[7]
- Il quadro socio-storico, nel Conte di Montecristo, forse è la componente di maggiore rilievo: la facilità del guadagno, dello sperpero di danaro, delle corse irrefrenabili su per la scala sociale di affaristi spregiudicati e funzionari di mezza tacca che sapevano sfruttare la politica, le amicizie di qualità a unico profitto personale; quindi il precipizio in cui tante improvvise fortune finanziarie piombavano a terra con la velocità del suono, e travestimenti conseguenti, lacrime per alcuni e per altri gioie: questa la vera sostanza del romanzo. (Enzo Siciliano)[8]
- Un motivo che riveste un fascino perenne: il nesso maestro-allievo. Tra Faria e Dantès si stabilisce il rapporto, l'intesa, la complicità, la devozione che nasce tra maestro e allievo. Dantès deve tutto al vecchio: ma non importa tanto il tesoro abbagliante; gli deve la conoscenza. (Luciano Canfora)[9]
- Mio nonno, che era quasi analfabeta (sapeva leggere ma non scrivere), mi raccontava storie meravigliose attingendole a una miniera segreta. Prima di morire, mi ha consegnato la sua biblioteca: era fatta di due libri e uno era Il Conte di Montecristo. E così ho scoperto dov'era la sua miniera segreta; perché nel Conte di Montecristo c'è tutto: l'amore, il tradimento, il sopruso, la vendetta, la voglia di resistere e il coraggio di soccombere. (Alessandro Perissinotto)[10]

## Elementi storici e leggendari
- Il grande tesoro citato nel romanzo, appartenuto alla famiglia Spada e nascosto sull'isola di Montecristo, riprende un'antica leggenda legata a un ipotetico tesoro che i monaci di San Colombano avrebbero nascosto prima della distruzione del potente Monastero di San Mamiliano (edificato proprio sull'isola di Montecristo) da parte dei Saraceni. Nel romanzo il tesoro è localizzato in una grotta e in effetti sull'isola esiste, sotto i resti di un eremo, la grotta di San Mamiliano. In realtà, un tesoro, costituito da 498 monete d'oro del V secolo, è stato effettivamente scoperto nel 2004, non però sull'isola di Monte Cristo, ma nella chiesa di San Mamiliano di Sovana; per custodire questo tesoro è stato allestito un apposito museo.
- Dumas potrebbe essersi ispirato, per il personaggio di Edmond Dantès, alla storia di Pierre Picaud, un ciabattino francese realmente vissuto tra la fine del '700 e la prima metà dell'800.

## Adattamenti cinematografici, televisivi e teatrali

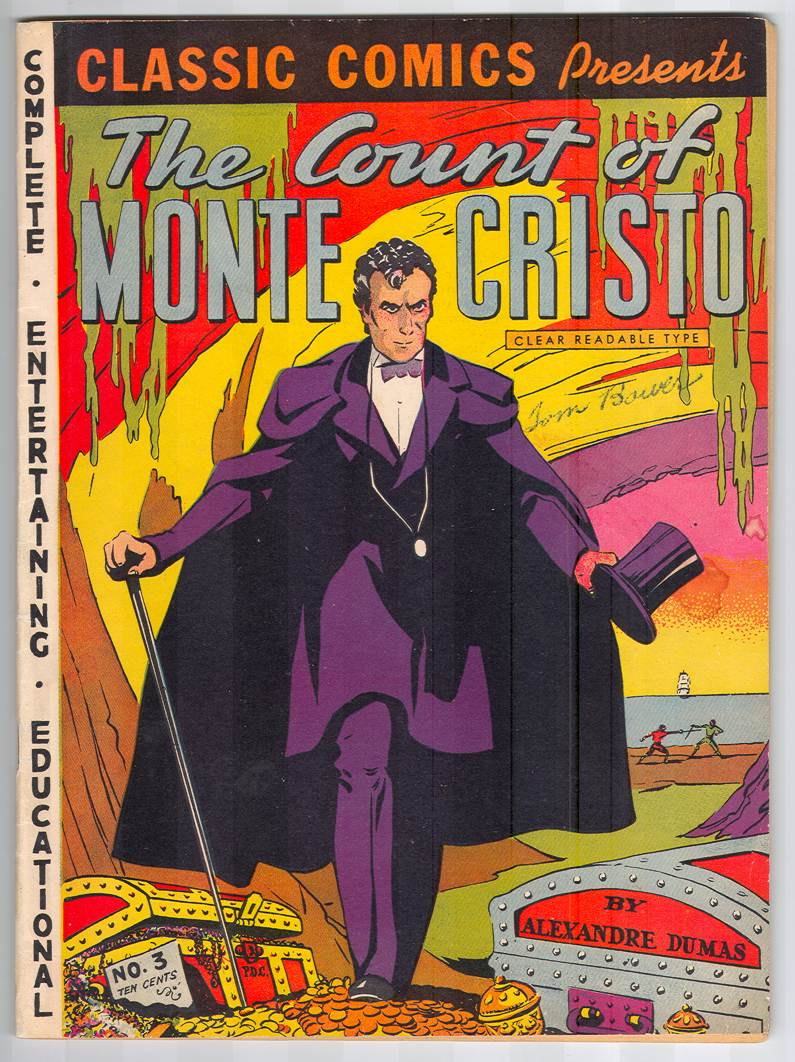
Adattamento a fumetti statunitense del romanzo (Classic Comics n.3, 1942)

- Monte Cristo, film diretto da Emmett J. Flynn, 1922.
- Il conte di Montecristo (Monte-Cristo), film diretto da Henri Fescourt, 1929.
- Il conte di Montecristo (The Count of Monte Cristo), film diretto da Rowland V. Lee, con Robert Donat, 1934.
- Il conte di Montecristo (Le comte de Monte Cristo), film diretto da Robert Vernay, con Pierre Richard-Willm, 1943.
- Il ritorno di Montecristo (The Return of Monte Cristo), film diretto da Henry Levin, con Louis Hayward, 1946.
- L'isola della vendetta (El conde de Montecristo ), film diretto da León Klimovsky, con Jorge Mistral, 1953.
- Il conte di Montecristo (Le comte de Monte Cristo), film diretto da Robert Vernay, con Jean Marais, 1954.
- Il conte di Montecristo (Le comte de Monte Cristo), film diretto da Claude Autant-Lara, con Louis Jourdan, 1961.
- Il conte di Montecristo, varietà televisivo della serie Biblioteca di Studio Uno, con Franco Volpi, 1964.
- Il conte di Montecristo, sceneggiato televisivo diretto da Edmo Fenoglio, con Andrea Giordana, 1966.
- Il conte di Montecristo (Montecristo 70), film diretto da André Hunebelle, con Paul Barge e Claude Jade, 1968.
- Il conte di Montecristo, film TV diretto da David Greene, con Richard Chamberlain, 1975.
- Il conto Montecristo, film TV diretto da Ugo Gregoretti, 1996.
- Il conte di Montecristo (Le comte de Monte Cristo), miniserie televisiva diretta da Josée Dayan, con Gérard Depardieu e Ornella Muti, 1998.
- Montecristo (Montecristo), film diretto da Kevin Reynolds, con Jim Caviezel e Guy Pearce, 2002.
- Il conte di Montecristo (巌窟王?, Gankutsuō), serie anime diretta da Mahiro Maeda, 2004.
- Montecristo, telenovela argentina diretta da Miguel Colom e Diego Sánchez, 2006.
- Il conte di Montecristo - Il musical, di Robert Steiner e Francesco Marchetti, regia di Jocelyn Hattab, 2007.
- Il conte di Montecristo - Il musical, di Robert Steiner e Francesco Marchetti, regia di Gino Landi, 2008.
- Un amore e una vendetta, serie televisiva italiana, regia di Raffaele Mertes, 2011.
- Revenge, serie televisiva di Mike Kelley, liberamente ispirata, 2012-2015.
- Senza identità, serie televisiva di Samuel Bouza, 2014-2015.
- Il conte di Montecristo (森山絵凪?) è un adattamento manga disegnato da Ena Moriyama ed edito in Italia da Planet Manga, 2015.
- Il personaggio del conte di Montecristo appare frequentemente nella sesta stagione di C'era una volta interpretato da Craig Horner.
- Il conte di Montecristo (Le Comte de Monte-Cristo), film diretto da Alexandre de La Patellière e Matthieu Delaporte, con Pierre Niney e Pierfrancesco Favino, 2024.
- Il conte di Montecristo (The Count of Monte Cristo), miniserie TV in 8 puntate, diretta da Bille August, protagonista Sam Claflin, 2025.

## Edizioni italiane
- Il Conte di Monte Cristo, 4 voll., Livorno, Andrea Nanni, 1846.
- Il conte di Monte Cristo, trad. di Oreste Ferrario, 10 voll., Milano, Borroni e Scotti, 1846-1847; 4 voll., II ed., Borroni e Scotti, 1847.
- Il conte di Monte-Cristo, trad. di Anonimo, Biblioteca Romantica, Milano, Sonzogno, 1859; illustrazioni di Janet-Lange e Gustav Janet, Sonzogno, 1867.
- Il conte di Montecristo, trad. di Anonimo, Firenze, Salani, 1899.
- Il Conte di Monte-Cristo, illustrazioni di Tancredi Scarpelli, Firenze, Nerbini, 1923.
- Il Conte di MonteCristo, trad. di Natale Bianchi, 2 voll., Sesto San Giovanni-Milano, A. Barion, 1930; Milano, Mursia, 1966-1995.
- Il Conte di Montecristo, traduzione di G. Boselli, 2 voll., Roma, Europa Press Service.
- Il conte di Montecristo, traduzione di Renato Maggi, Milano, Bietti, 1960-1966.
- Il Conte di Montecristo, traduzione di Luigi Riondino, 2 voll., illustrazioni di Ugo Monicelli, Biblioteca degli anni verdi nn.74-77, Milano, Arnoldo Mondadori Editore, 1968.
- Il conte di Montecristo, traduzione di Giovanni Ferrero, illustrazioni di Lamberto Lombardi, Roma, Edizioni Paoline, 1969,  p. 1284. - I Classici del Romanzo Storico, Milano, Fabbri Editori, 2001; 2 voll., Prefazione di Luciano Canfora, Collana I Grandi Romanzi n.29, RCS-Corriere della Sera, 2002.
- Il conte di Montecristo, traduzione di Emilio Franceschini, Milano, Mondadori, marzo 1984. - con uno scritto di André Maurois, Mondadori, 2003-2024; Milano, CDE, 1998; con Introduzione di Umberto Eco[11], Milano, BUR, 1998-2012; Poligrafici Editoriale.
- Il Conte di Montecristo, traduzione di S. Di Martinis riveduta da Riccardo Reim, Introduzione e cura di Riccardo Reim, Roma, Newton Compton, 1998, p.896.
- Il conte di Montecristo, Prefazione e Dizionario dei personaggi di Claude Schopp. Edizione italiana a cura di Gaia Panfili condotta sul testo francese stabilito da C. Schopp, Collana Fiabe e storie, Roma, Donzelli Editore, 2010,  p. LXXII-1130, ISBN 978-88-603-6403-6. - Collana UEF. I Classici, Milano, Feltrinelli, 2012, ISBN 978-88-078-2251-3.
- Il conte di Montecristo, traduzione di Antonia Marza, Collana Classici tascabili n.16, Milano, Baldini Castoldi Dalai, 2010, ISBN 978-88-607-3663-5.
- Il conte di Montecristo, traduzione di Lanfranco Binni, Collana I grandi libri, Milano, Garzanti, 2011,  p. 1313, ISBN 978-88-113-7967-6.
- Il conte di Montecristo, nuova ed. riveduta cura di A. Interno, Collana Grandi classici, Vedano Olona (Varese), Crescere, 2022  [2011], ISBN 979-12-545-4194-4.
- Il conte di Montecristo, trad. e postfazione di Guido Paduano, Collana BUR Grandi Classici, Milano, Rizzoli, 2013-2025,  p. 1249, ISBN 978-88-170-6336-4.
- Il conte di Montecristo, traduzione di Margherita Botto, Collana Supercoralli. Le Grandi Traduzioni, Torino, Einaudi, 2014,  p. 1264, ISBN 978-88-062-1976-5. - Prefazione di Michele Mari, Collana ET Classici, Einaudi, 2015-2025, ISBN 978-88-062-2518-6.
- Il conte di Montecristo, traduzione di Vincenzo Latronico, Collana I Classici, Milano-Firenze, Bompiani, 2019, pp.1304, ISBN 978-88-301-0019-0.
- Il conte di Montecristo, Introduzione e trad. [condotta sul testo stabilito da Gilbert Sigaux] di Salvatore Santorelli, con uno scritto di Dumas sulla genesi del romanzo, Collana I Grandi Capolavori, Santarcangelo di Romagna, Rusconi, 2022, ISBN 978-88-180-3770-8.

### Edizioni condensate
- Il conte di Montecristo, traduzione di C. Siniscalchi, 2 voll., Milano, Editrice Lucchi, 1933,  p. 668.[12]
- Il conte di Montecristo, 2 voll. (I, pp. 190; II, pp. 188), Roma, Le Edizioni del Gabbiano, 1966.
- Il conte di Montecristo, traduzione di Benedetta De Lucia, Collana Young, Roma, Curcio, 2021, ISBN 978-88-686-8564-5.

### Tagli e censure nella versione di «Emilio Franceschini»
La traduzione attribuita a Emilio Franceschini, pubblicata dal 1984 a oggi da Mondadori, e dalla BUR (1998-2012), presenta numerosi tagli e censure. Le edizioni più recenti riportano una traduzione integrale del testo di Dumas.
Un esempio di censura fra tanti riguarda il capitolo XVI, incentrato sul personaggio di Faria: nel testo originale, egli viene descritto come «abbé, savant, homme d'église» («abate, erudito, uomo di chiesa»); nella traduzione di Franceschini, Faria diventa semplicemente «scienziato [e] uomo di studi», senza connotazioni religiose. Censure simili vengono adottate ogniqualvolta nel testo originale un personaggio è paragonato a un dio: nel capitolo XXXI Edmond Dantès non si presenta a Franz come «le roi de la création» («il re della creazione»), e nel capitolo XXXIII Luigi Vampa non appare «beau, fier et puissant comme un dieu», ma solo «bello, superbo e potente». Inoltre, nella traduzione di Franceschini sono assenti frasi o paragrafi interi, come ad es. il finale del capitolo XXXI. Non meno curioso è lo stravolgimento del capitolo XXXV, già a partire dal titolo: «La mazzolata» in francese, «Il patibolo» in italiano. La «mazzolat(ur)a» è un tipo d'esecuzione pubblica molto cruento, inflitto per mezzo d'una mazza percossa sul cranio del condannato; nell'edizione italiana, l'intera descrizione della mazzolata è sostituita da una più blanda impiccagione.
La figura del traduttore Emilio Franceschini possiede tratti assai incerti. Il suo nome comparve per la prima volta in un'edizione degli Oscar Mondadori del marzo 1984, evidente ripresa di un'anonima traduzione italiana del 1899, pubblicata da Salani. Secondo la ricostruzione effettuata dall'editore Donzelli, Franceschini non sarebbe mai esistito, e tale nome di fantasia sarebbe stato impiegato solo al fine di firmare la traduzione anonima, che resiste da ormai due secoli.

### Altre traduzioni
Negli anni 2010 e 2011 vengono pubblicate due traduzioni integrali, filologicamente corrette e senza censure: la prima condotta da Gaia Panfili, per Donzelli Editore; la seconda da Lanfranco Binni, per Garzanti. Entrambe si basano sull'edizione critica di Claude Schopp, autorevole studioso di Dumas, pubblicata in Francia dall'editore Robert Laffont nel 1993. Dal 2012, la traduzione di Gaia Panfili è pubblicata anche da Feltrinelli, nella collana dei Classici dell'Universale Economica Feltrinelli. 
Nel 2013, è stata la Rizzoli, nelle edizioni BUR, a proporre una nuova traduzione, a firma di Guido Paduano, che non segue l'edizione stabilita dallo Schopp. 
Nell'aprile 2014 è uscita la traduzione di Margherita Botto per Einaudi, nella collana Supercoralli (nel cui ambito ha preso avvio l'opera di ritraduzione di altri classici stranieri); nel 2015, esce nella collana economica ET Classici, con una prefazione di Michele Mari.
Tuttavia, anche la precedente traduzione di Giovanni Ferrero, pubblicata da San Paolo dal 1969, e uscita poi da Fabbri Editori nel 2001, è segnalata come rispettosa dell'originale, sebbene non sia basata sul testo stabilito dallo Schopp, il quale – consultando, quando possibile, il manoscritto di Dumas – ha emendato diverse imperfezioni tipografiche, comprese le rimozioni d'interi capitoli.